# Sułów (Rzepin)

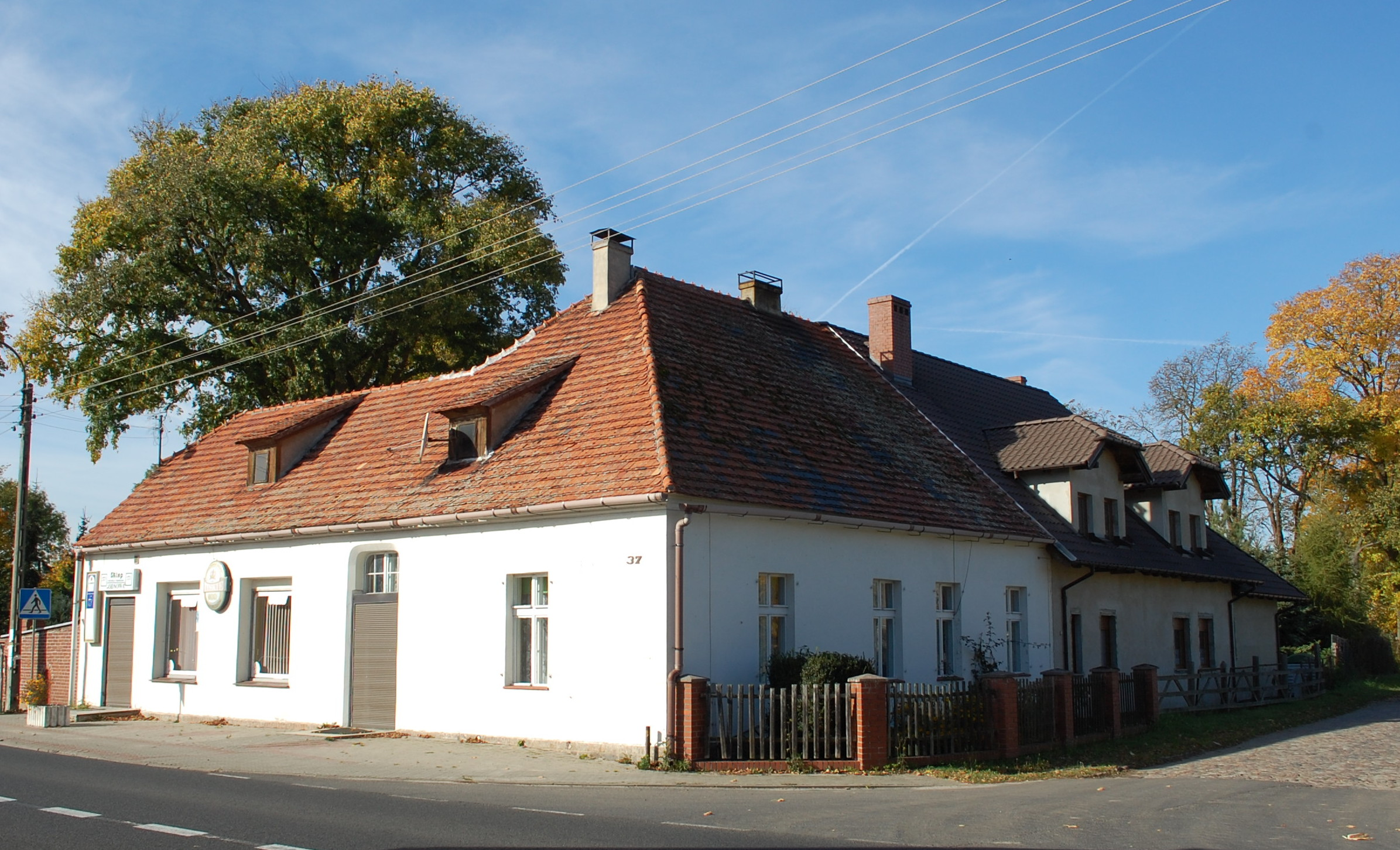
Häuser an der Hauptstraße

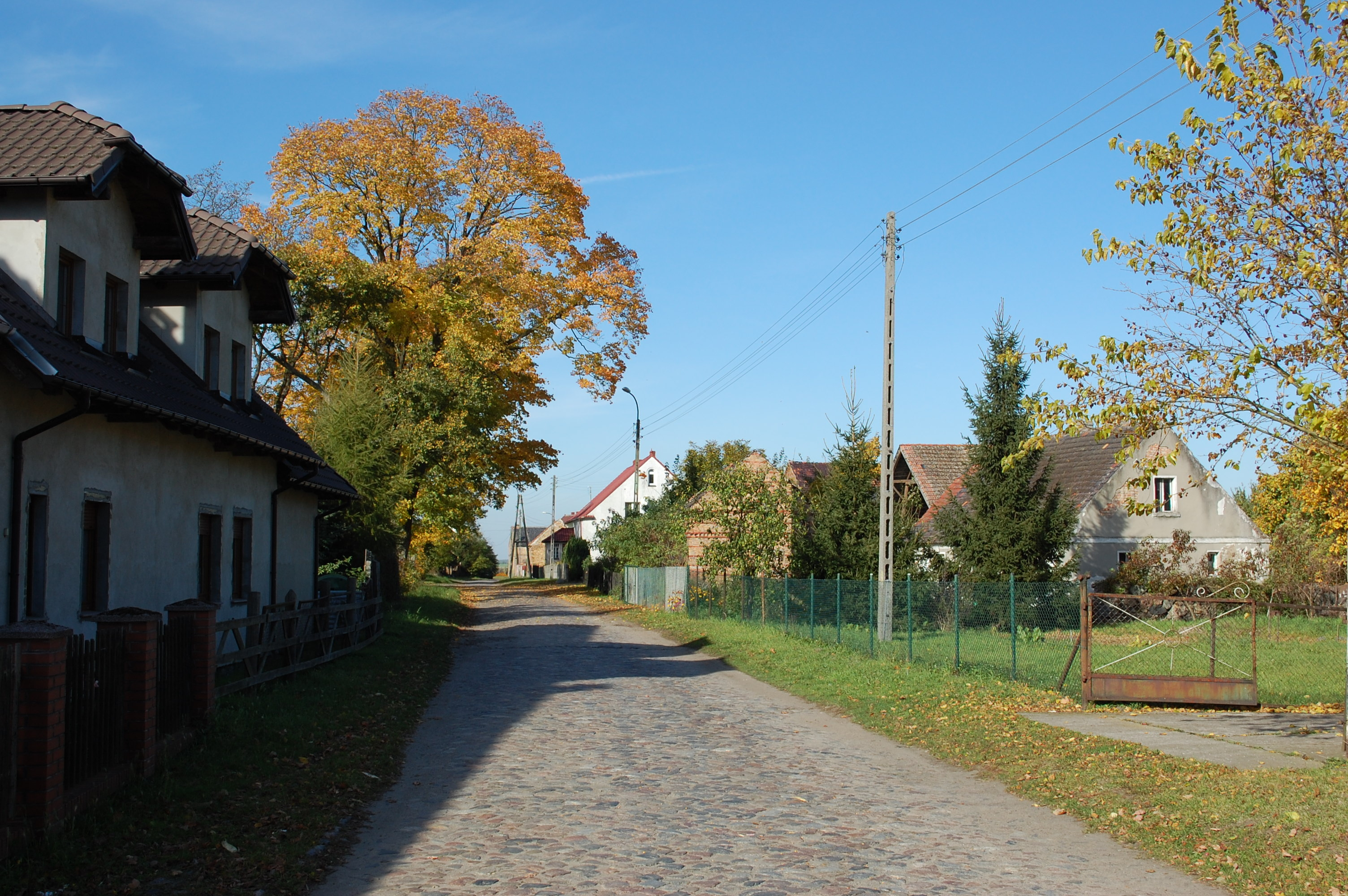
Straße

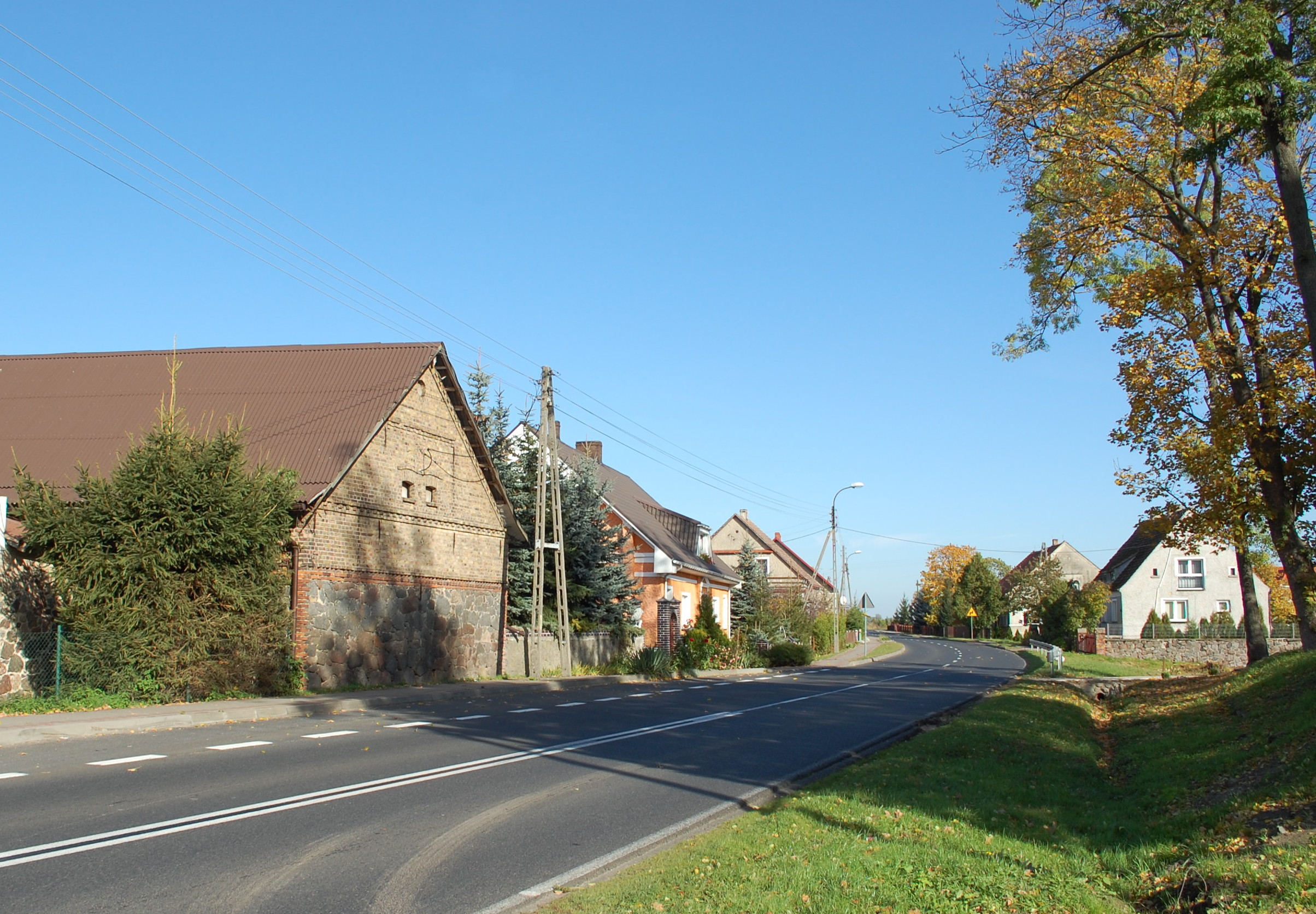
Durchgangsstraße

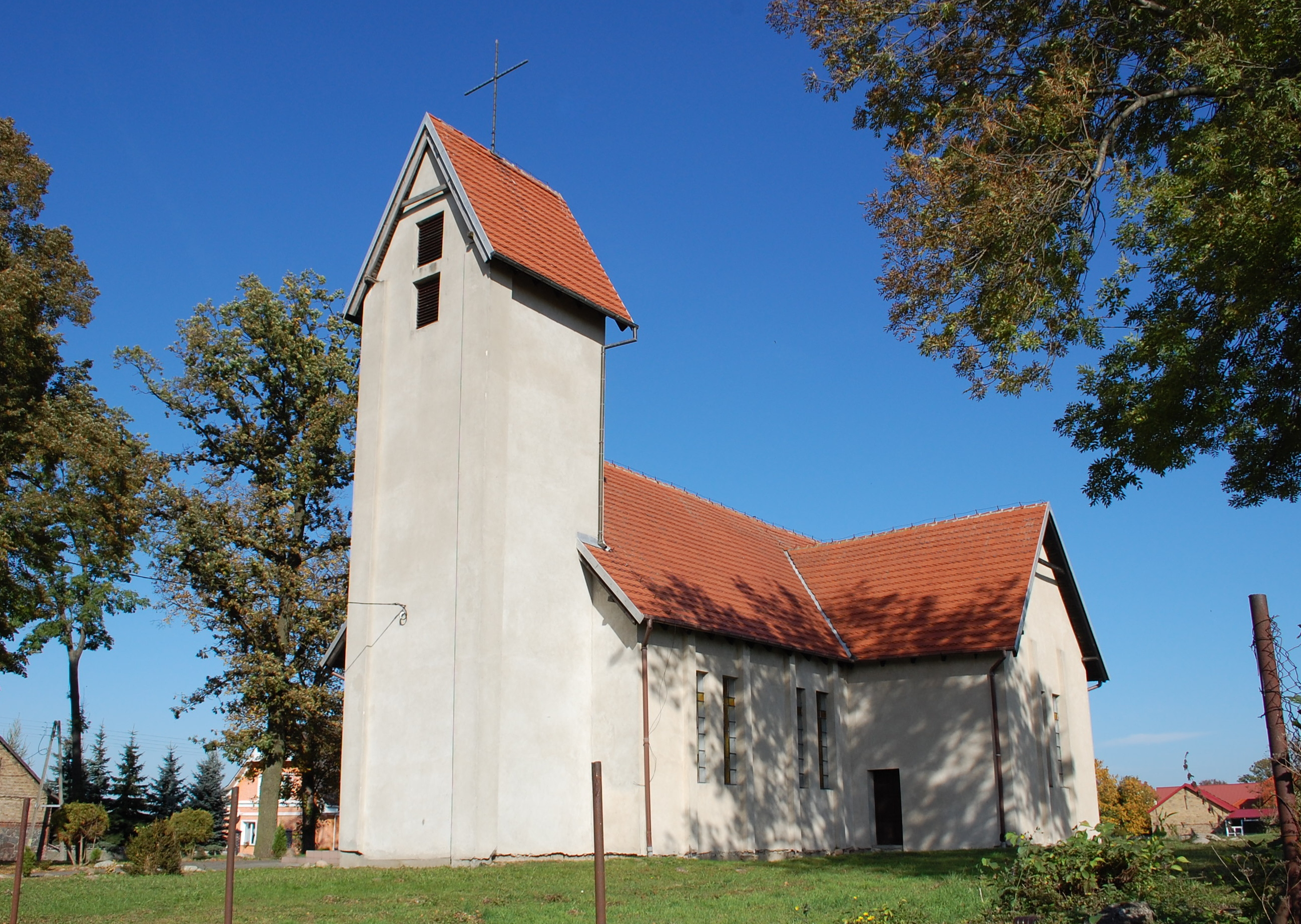
Dorfkirche

Sułów (deutsch Zohlow) ist ein Dorf in der polnischen Woiwodschaft Lebus. Es ist an die Stadt-und-Land-Gemeinde Rzepin (Reppen) im Powiat Słubicki (Kreis Słubice) angegliedert und hatte im Jahr 2011 225 Einwohner.

## Geographische Lage
Das Dorf liegt etwa 15 Kilometer östlich der Stadt  Frankfurt (Oder).  Durch den Ort verläuft die Woiwodschaftsstraße 137.

## Geschichte
Im Jahr 1400 hieß das Dorf Czawl und hatte eine Kirche, 1438 Zawl, 1598 werden in Zaull ein Vorwerk und eine Schäferei erwähnt.
1801 betrug die Einwohnerzahl 159 Personen, die sich auf 31 Feuerstellen verteilten und 30 und 2/5 Hufen bewirtschafteten. Von 1815 bis 1828 gehörte Zohlow zum Stadtkreis Frankfurt (Oder). Von 1828 bis 1873 war der Ort Teil des preußischen Kreises Sternberg, bevor er dann nach der Teilung des Kreisen bis 1945 zum Kreis Weststernberg im Regierungsbezirk Frankfurt der Provinz Brandenburg gehörte. Hier bildete das Dorf mit Neuendorf und Drenzig den Amtsbezirk Neuendorf.
Während 1895 im Ort 76 Haushalte in 45 Wohnhäusern mit insgesamt 379 Bewohnern gezählt wurden, sank die Einwohnerzahl bis 1939 auf 321 Menschen. Zum Ort gehörten 1895 die Wohnplätze Blauer Affe und Neu Zohlow. Darüber hinaus bestand ein Gutsbezirk mit 40 Einwohnern in 6 Wohngebäuden mit 7 Haushalten.
Zum  Ende des Zweiten Weltkriegs wurde die Region  mit Zohlow von der Roten Armee besetzt.  Nach Kriegsende wurde  Zohlow unter polnische Verwaltung gestellt und danach in Sułów umbenannt.
Die  Bevölkerung wurde anschließend von der örtlichen polnischen Verwaltungsbehörde aus ihrem Dorf  vertrieben und durch Polen ersetzt.
Von 1975 bis 1998 gehörte Sułów zur Woiwodschaft Gorzów, bevor es der Woiwodschaft Lebus zugeordnet wurde. Im Dorf bestand ein Staatsgut das 1990 aufgelöst wurde. 2012 kam es zu Protesten gegen die geplante Einrichtung einer Schweinemastanlage auf dem ehemaligen Gutsgelände.
Im Ort befindet sich die Dorfkirche Zohlow.

## Einwohnerzahlen
- 1933: 320[5]
- 1939: 283[5]